# Fleurey-sur-Ouche
Fleurey-sur-Ouche – miejscowość i gmina we Francji, w regionie Burgundia-Franche-Comté, w departamencie Côte-d’Or.
Według danych na rok 1990 gminę zamieszkiwało 1079 osób, a gęstość zaludnienia wynosiła 36 osób/km² (wśród 2044 gmin Burgundii Fleurey-sur-Ouche plasuje się na 213. miejscu pod względem liczby ludności, natomiast pod względem powierzchni na miejscu 179.).